# بي إم دبليو النسخة 7 (إي32)
بعد ما يقارب سبع سنوات من تطوير هذه الفئة، وتحديدًا في الفترة من سبتمبر عام 1979 حتى عام 1986، قدّمت شركة بي إم دبليو الجيل الثاني من السلسلة السابعة، والمعروف داخليًا باسم E32.

## ابرز موديلات E32
- 750iL Highline.
- 767iL Goldfish prototype.
- Alpina models.